# 北京地铁DK11型电动车组
北京地铁DK11型电动客车是北京地铁的电动客车车款之一，已退出运营。

## 前身
由于早期制造的DK2型在通风、座位的设计等方面均存在着较大的缺陷，无法适应地铁在新时期发展的要求。为了适应时代的发展，列车需要在诸多方面进行较大的修改，故有了翻新计划。

## 简介
DK11型由DK2型在1984年-1985年翻新而成，共13组76辆，其中编号为G208为4节并与2节BD3型混编运营。每节车厢共3对车门，为内藏门，列车两端设有紧急出口，列车外观较之前有很大的不同。此外，也是最早实现ATO驾驶的车辆，主要在1号线运营，列车退出运营前，配属于古城车辆段。

## 编组
|          | DK11 ←苹果园方向四惠东方向→ |            |            |            |            |            |
| 車廂編號 | 1                           | 2          | 3          | 4          | 5          | 6          |
| 集電靴   | 有                          | 有         | 有         | 有         | 有         | 有         |
| 形式區分 | G2XX1 (Mc)                  | G2XX2 (Mc) | G2XX3 (Mc) | G2XX4 (Mc) | G2XX5 (Mc) | G2XX6 (Mc) |
| 动力单元 | 单元1                       | 单元1      | 单元2      | 单元2      | 单元3      | 单元3      |
| 其他設備 |                             |            |            |            |            |            |
| 安裝機器 |                             |            |            |            |            |            |
| 車輛重量 |                             |            |            |            |            |            |
| 載客量   | 180人                       | 180人      | 180人      | 180人      | 180人      | 180人      |

## 事故
- 1992年3月17日12时15分，一列DK11型列车在1号线复兴门站进行调车作业时，列车滑行冲过止衝挡，冲入正在施工的西单站工地，导致列车轻微受损。
- 1994年1月30日15时29分，一列DK8型列车（编号406）在古城路进站处，与一辆DK11型列车发生追尾大事故，使11名乘客受经伤，列车部分车钩损坏，导致公主坟至苹果园区段中断行车6小时30分钟。

## 车辆保存
- G2011，曾作为9号线的冷滑试验用车，2020年被古城车辆段翻新并改号为北京2061。
- G2031、G2032、G2033，保存于北京城市学院顺义校区。